# Thomas Tien Ken-sin
Thomas Tien Ken-sin (chiń. 田耕莘, pinyin Tián Gēngxīn), (ur. 24 października 1890 w Zhangqiu w Wikariacie Apostolskim Yanggu, zm. 24 lipca 1967 w Tajpej) – chiński duchowny katolicki, kardynał, arcybiskup Pekinu.

## Życiorys
Po ukończeniu seminarium duchownego w Yangzhou przyjął święcenia kapłańskie 9 czerwca 1918 roku. 8 marca 1929 roku wstąpił do Zgromadzenia Słowa Bożego. 2 lutego 1934 roku mianowany prefektem Yanggu. 11 lipca 1939 roku mianowany wikariuszem apostolskim Yanggu i biskupem tytularnym Ruspe, konsekrowany 29 października 1939 roku w Rzymie przez papieża Piusa XII. 10 listopada 1942 roku przeniesiony na stolicę wikariatu w Qingdao. Na konsystorzu 18 lutego 1946 roku Pius XII wyniósł go do godności kardynalskiej z tytułem prezbitera Santa Maria in Via. 11 kwietnia 1946 roku mianował go arcybiskupem metropolitą Pekinu. W 1951 roku władze komunistyczne wydaliły go z Chin. Uczestnik konklawe w 1958 roku i w 1963 roku. Od 16 grudnia 1959 roku do 1966 roku był administratorem apostolskim Tajpej. Brał udział w obradach Soboru Watykańskiego II. Był pierwszym kardynałem pochodzącym z Chin. Zmarł w Tajpej. Pochowano go w archikatedrze metropolitalnej w Tajpej.